# Hadena eugrapha
Hadena eugrapha är en fjärilsart som beskrevs av George Francis Hampson 1909. Hadena eugrapha ingår i släktet Hadena och familjen nattflyn. Inga underarter finns listade i Catalogue of Life.